# Ligandensubstitution
Die Ligandensubstitution ist eine chemische Reaktion, bei der ein Ligand eines Komplexes gegen einen anderen Liganden ausgetauscht wird.
Die allgemeine Reaktionsgleichung des Ligandenaustausches kann wie folgt formuliert werden:
{\displaystyle {\ce {ML_{n}{\mathbf {X}}+ {\mathbf {Y}}<=> ML_{n}{\mathbf {Y}}+ {\mathbf {X}}}}}
Darin ist {\displaystyle {\ce {M}}} das Zentralatom (elektrisch neutral oder positiv geladen) mit einer Anzahl von {\displaystyle n} Liganden {\displaystyle {\ce {L}}} und dem Liganden {\displaystyle {\ce {X}}}. Der Ligand {\displaystyle {\ce {X}}} (austretende Gruppe) wird in der Reaktion gegen den Liganden {\displaystyle {\ce {Y}}} (eintretende Gruppe) ausgetauscht.

## Kinetik der Ligandensubstitution
Es können drei Reaktionsmechanismen der Ligandensubstitution als Grenzfälle formuliert werden. Tatsächlich laufen Ligandenaustauschreaktionen selten exakt nach einem der folgenden Mechanismen ab und der Reaktionsverlauf liegt irgendwo dazwischen.

### Dissoziativer LigandenaustauschD
Es handelt sich hierbei um einen monomolekularen, zweistufigen Prozess. 
Im ersten Reaktionsschritt wird die austretende Gruppe {\displaystyle {\ce {X}}} vom Komplex abgespalten, der Komplex dissoziiert also:
{\displaystyle {\ce {ML_{n}{\mathbf {X}}<=> ML_{n}{}+ {\mathbf {X}}}}}
Im zweiten Reaktionsschritt wird die eintretende Gruppe {\displaystyle {\ce {Y}}} gebunden:
{\displaystyle {\ce {ML_{n}{}+ {\mathbf {Y}}<=> ML_{n}{\mathbf {Y}}}}}
Beide Reaktionsschritte sind Gleichgewichtsreaktionen, wobei der erste Schritt, die Dissoziation, geschwindigkeitsbestimmend ist.
Wichtig bei diesem Reaktionsmechanismus ist, dass ein Zwischenprodukt {\displaystyle {\ce {ML_{n}}}} gebildet wird, das eine geringere Koordinationszahl hat, als das Edukt {\displaystyle {\ce {ML_{n}X}}}. 
Das hat den Effekt, dass sich erstens das Koordinationspolyeder der verbleibenden Liganden {\displaystyle {\ce {L}}} um das Zentralatom {\displaystyle {\ce {M}}} ändert und sich zweitens die Größe der d-Orbitalaufspaltung am Zentralatom verringert. 
So ist die Dissoziation meistens mit einer hohen Kristallfeldaktivierungsenergie verbunden und darum findet man den dissoziativen Mechanismus vorwiegend bei Komplexen, die entweder sehr viele Liganden haben, oder sehr große Liganden, so dass es sterisch günstig ist, einen solchen Liganden abzuspalten.

### Assoziativer LigandenaustauschA
Auch dieser Mechanismus ist ein monomolekularer, zweistufiger Prozess.
Im ersten Reaktionsschritt wird die eintretende Gruppe {\displaystyle {\ce {Y}}} gebunden, assoziiert:
{\displaystyle {\ce {ML_{n}{\mathbf {X}}{}+ {\mathbf {Y}}<=> ML_{n}{\mathbf {XY}}}}}
Im zweiten Schritt wird die austretende Gruppe {\displaystyle {\ce {X}}} abgespalten:
{\displaystyle {\ce {ML_{n}{\mathbf {XY}}<=> ML_{n}{\mathbf {Y}}{}+ {\mathbf {X}}}}}
Beide Reaktionsschritte sind Gleichgewichtsreaktionen, wobei der erste Schritt, die Assoziation, geschwindigkeitsbestimmend ist.
Wichtig bei diesem Reaktionsmechanismus ist, dass ein Zwischenprodukt {\displaystyle {\ce {ML_{n}XY}}} gebildet wird, das eine höhere Koordinationszahl hat, als das Edukt {\displaystyle {\ce {ML_{n}X}}}. 
Das hat den Effekt, dass sich erstens der Koordinationspolyeder der Liganden {\displaystyle {\ce {X}}}, {\displaystyle {\ce {Y}}} und {\displaystyle {\ce {L}}} um das Zentralatom {\displaystyle {\ce {M}}} ändert und sich zweitens die Größe der d-Orbitalaufspaltung am Zentralatom erhöht. 
So ist die Assoziation oft mit einer geringen Kristallfeldaktivierungsenergie verbunden, aber die Assoziation wird durch die bereits vorhandenen Liganden {\displaystyle {\ce {X}}} und {\displaystyle {\ce {L}}} erschwert, weil diese die Assoziation sterisch blockieren können und die Ladung des Zentralatoms abschirmen.
Darum findet man den assoziativen Mechanismus meistens bei Komplexen mit wenigen und kleinen Liganden.

### Interchange-MechanismusI
Hier liegt ein bimolekularer einstufiger Mechanismus vor, bei dem Bindungsbildung und Bindungsbruch gleichzeitig stattfinden:
{\displaystyle {\ce {ML_{n}{\mathbf {X}}<=>[+{\mathbf {Y}}][-{\mathbf {Y}}]}}} {\displaystyle [\mathbf {Y} \dotsb \mathrm {ML_{n}} \dotsb \mathbf {X} ]} {\displaystyle {\ce {<=>[-{\mathbf {X}}][+{\mathbf {X}}] ML_{n}{\mathbf {Y}}}}}
Zwischendrin bildet sich ein nicht isolierbarer Übergangszustand, in dem Gruppe {\displaystyle {\ce {X}}} noch nicht ganz abgespalten und Gruppe {\displaystyle {\ce {Y}}} noch nicht ganz gebunden ist.
Auch dies ist eine Gleichgewichtsreaktion.
Der Interchange-Mechanismus kann mehr dissoziativen Charakter haben, wenn sich {\displaystyle {\ce {X}}} früher löst, als {\displaystyle {\ce {Y}}} anfängt zu binden, oder mehr assoziativen Charakter, wenn {\displaystyle {\ce {Y}}} früher bindet, als {\displaystyle {\ce {X}}} sich löst. Ist der Charakter des Interchange-Mechanismus bekannt, schreibt man ID bzw. IA.
Generell ist die Untersuchung der Kinetik von Ligandensubstitutionen sehr schwer, da sie oft außerordentlich schnell ablaufen und außerdem das Lösemittel oft an den Austauschreaktionen beteiligt ist. Lange Zeit beschränkte man sich deshalb auf die Untersuchung verhältnismäßig reaktionsträger Platin-Komplexe.

## Thermodynamik der Ligandensubstitution
Ein Ligandenaustausch ist thermodynamisch möglich, wenn das Produkt der Reaktion energetisch günstiger ist als das Edukt. 
Entscheidend ist dafür meistens, wie groß der Unterschied in der Ligandenfeldstabilisierungsenergie zwischen Edukt und Produkt ist und dies wiederum hängt hauptsächlich davon ab, ob der (die) eintretende(n) Ligand(en) zu einer Erhöhung oder Verringerung dieser Energie führt.
Weiterhin sind Entropie-Effekte von Bedeutung, also im Wesentlichen die Anzahl der beim Ligandenaustausch aufgenommenen/frei werdenden Liganden sowie die dabei auftretenden lösemittelabhängigen Solvatationsprozesse.
Oft kommt es vor, dass thermodynamisch sehr gut mögliche Reaktionen nicht bzw. unglaublich langsam ablaufen. Dies ist dann auf die kinetische Inertheit des Eduktes zurückzuführen, wenn mögliche Übergangszustände oder Zwischenprodukte energetisch sehr von Nachteil sind.

## Bedeutung
Ligandensubstitutionen finden in fast allen biologischen Systemen statt, z. B. der Austausch der Gase Sauerstoff, Kohlenmonoxid und Kohlendioxid am Hämoglobin der roten Blutkörperchen.
Die Chelatbildung ist meistens ein Ligandenaustauschprozess, bei dem viele einzähnige Liganden, z. B. Wassermoleküle, gegen wenige mehrzähnige Liganden ausgetauscht werden, z. B. EDTA.
Besondere Bedeutung hat der Ligandenaustausch bei der Herstellung und Anwendung metallorganischer Katalysatoren, z. B. für die Synthese von Polymeren.